# Zinkenschnäbel

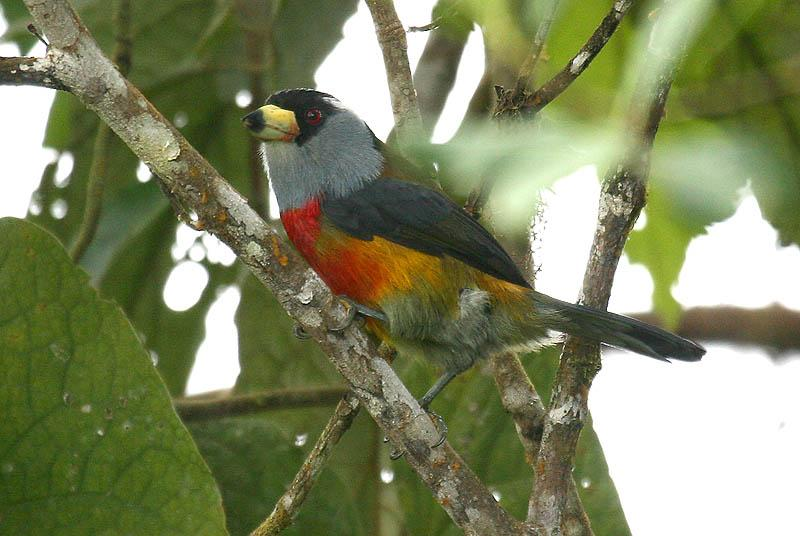
Tukan-Bartvogel

Die Zinkenschnäbel (Semnornis) sind die einzige Gattung der Familie der Tukan-Bartvögel (Semnornithidae). Zur Gattung werden nur zwei Arten gezählt. Beide sind näher mit den Tukanen verwandt als mit den Amerikanischen Bartvögeln. Sie werden daher in eine eigene Familie gestellt.

## Erscheinungsbild
Zinkenschnäbel sind verhältnismäßig große Bartvögel und erreichen eine Körperlänge von 18 bis 22 Zentimetern. Der Tukan-Bartvogel ist größer und mit einem durchschnittlichen Gewicht von 96 Gramm auch fast 30 Gramm schwerer als der Azteken-Bartvogel. Beide Arten haben kräftige Schnäbel. Der Sexualdimorphismus ist verglichen zu den Amerikanischen Bartvögeln deutlich weniger ausgeprägt. Bei beiden Arten unterscheidet sich das Weibchen vom Männchen nur durch das Fehlen einiger verlängerter Nackenfedern, die zu einer kleinen schwarzen Federhaube aufrichtbar sind. Der Azteken-Bartvogel ist insgesamt eher olivgrünlich mit einer matt orangebraunen Brust. Der Tukan-Bartvogel ist dagegen deutlich farbenprächtiger und zeichnet sich durch einen schwarzen Oberkopf, eine hellgraue Kehle, eine leuchtend rote Brust sowie einen kräftig goldorangen Bürzel und ebensolche Flanken aus.

## Verbreitung
Beide Zinkenschnäbel-Arten sind Vögel der Neotropis. Der Azteken-Bartvogel kommt nur in feuchten Wäldern des Hochlands von Costa Rica und Panama vor. Der Tukan-Bartvogel besiedelt einen ähnlichen Lebensraum in den westlichen Bergwäldern Ecuadors und Kolumbiens. Beide Arten besiedeln neben Primärwald auch Sekundärwald und kommen an Waldrändern vor. Es sind beides Standvögel. Auch die Jungvögel ziehen, nachdem sie flügge geworden sind, nicht weit vom Ort ihres Schlupfes weg.

## Lebensweise
Beide Zinkenschnäbelarten sind außerhalb der Fortpflanzungszeit gesellige Vögel, die in kleinen Trupps von bis zu fünf oder sechs Individuen nach Nahrung suchen. Es sind tagaktive Vögel. Der Azteken-Bartvogel ruht außerhalb der Fortpflanzungszeit nachts gemeinsam mit anderen Individuen seiner Art in einer Nisthöhle. Bis zu 19 gemeinsam miteinander übernachtende Azteken-Bartvögel wurden bereits gezählt.
Die Nahrung der beiden Arten besteht überwiegend aus Früchten sowie während der Fortpflanzungszeit auch Insekten. Früchte werden im Ganzen gefressen oder mit einem Fuß festgehalten und dann mit dem Schnabel bearbeitet. Beeren werden gelegentlich von ihnen langsam zerkaut und nur der Saft heruntergeschluckt. Die Haut wird wieder ausgespuckt. Zinkenschnäbel fressen gelegentlich außerdem Blüten.

## Arten
Die folgenden beiden Arten werden zur Gattung der Zinkenschnäbel und der Familie der Tukan-Bartvögel gezählt:
- Azteken-Bartvogel, auch „Azteken-Knackbärtling“ oder „Zinkenschnabel“ (Semnornis frantzii)
- Tukan-Bartvogel (Semnornis ramphastinus)

## Belege